# Charlois

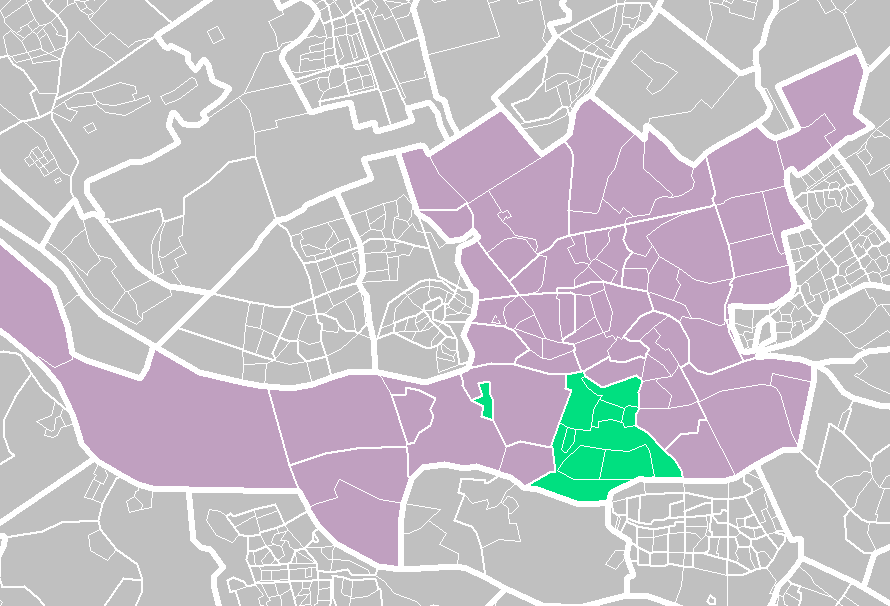
Charlois (zielone) na mapie Rotterdamu (fiolet)

Charlois – dzielnica w Rotterdamie, położona na południowym brzegu Mozy.
Zajmuje powierzchnię to 10 km². Liczba mieszkańców w 2012 r. wynosiła 64.320 (gęstość 6432 mieszkańców/km²).

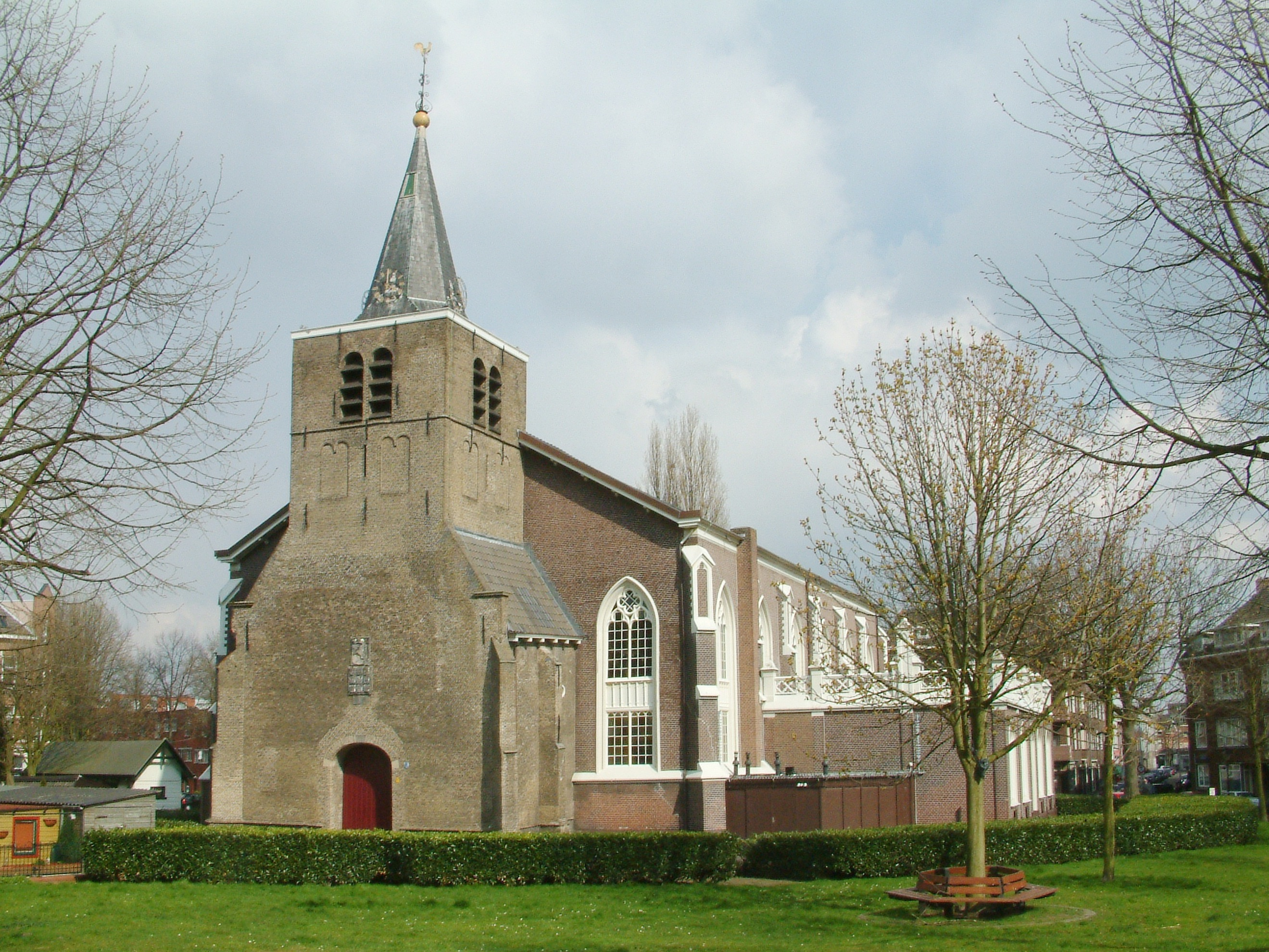
Kościół Oude Kerk w Charlois

Charlois było osobną wsią założoną ok. 1460 roku przez Karola Zuchwałego, który był jednocześnie hrabią Charolais we Francji, stąd nazwa wsi. Charlois zostało włączone do Rotterdamu w 1895 roku.
Najstarszym zabytkiem jest kościół Oude Kerk z 1467 roku.
Od północy połączenie z centrum miasta przez rzekę Mozę zapewnia Maastunnel – podwodny tunel pieszy i samochodowy, zbudowany z zatapianych segmentów w 1942 roku. Na południu znajduje się hala widowiskowa Ahoy z 1971 roku. Od zachodu dzielnica graniczy bezpośrednio z kompleksem portowym Rotterdamu (Europort).

## Historia
W 1458 roku Karol Zuchwały dostał na użytkowanie polder o nazwie Rijerwaert. Obszar ten w XIX i XV wieku często nawiedzały powodzie. Karol Zuchwały nosił się zamiarem przekształcenia gruntu w pola uprawne. Zlecił więc budowę tam pod warunkiem, że nowe ziemie będą nazwane Charlois, oraz że powstanie na nich kościół poświęcony św. Klemensowi. Te warunki zostały spisane w 1462 roku.
Jeszcze na początku XX wieku mówiono tu dialektem Sjaarloos. W formie pisanej przetrwał on do dziś w dawnych numerach gazety Ons Charlois.

## Podział administracyjny
Charlois dzieli się na następujące poddzielnice (wijk): Carnisse, Charlois Zuidrand, De Wielewaal, Heijplaat, Oud-Charlois, Pendrecht, Tarwewijk, Zuidplein, Zuidwijk
Tarwewijk
Znajduje się w północno- wschodniej części Charlois. Zajmuje powierzchnię 114 hektarów, zamieszkuje tu 12.220 mieszkańców.
Osiedle składa się głównie z bloków mieszkalnych oraz małych domów jednorodzinnych. Znajdują się tu też sklepy i szkoły.
Od strony północnej Tarwewijk graniczy z Maashaven. Tu znajdują się dawne magazyny zbożowe: Meneba, de Quarer i Maassilo. Od wschodniej stronie graniczy z osiedlem Feijenoord, granicą jest ulica Dortselaan. Od Osiedla Zuidplein oddziela Tarwewijk ulica Pleinweg. Inne ważne ulice: Brielselaan, Mijnsherenlaan, Wolphaertsbocht, Katendrechtse Lagedijk i Bas Jungeriusstraat.
Osiedle posiada złą reputację i jest obszarem, którym objęto eksperymentalnym projektem kontroli mieszkańców zanim się tu zameldują. Ze względu na dużą przestępczość Tarwewijk jest miejscem, gdzie dozwolona jest prewencyjna kontrola osobista.

## Handel
Centrum Handlowe Zuidplein

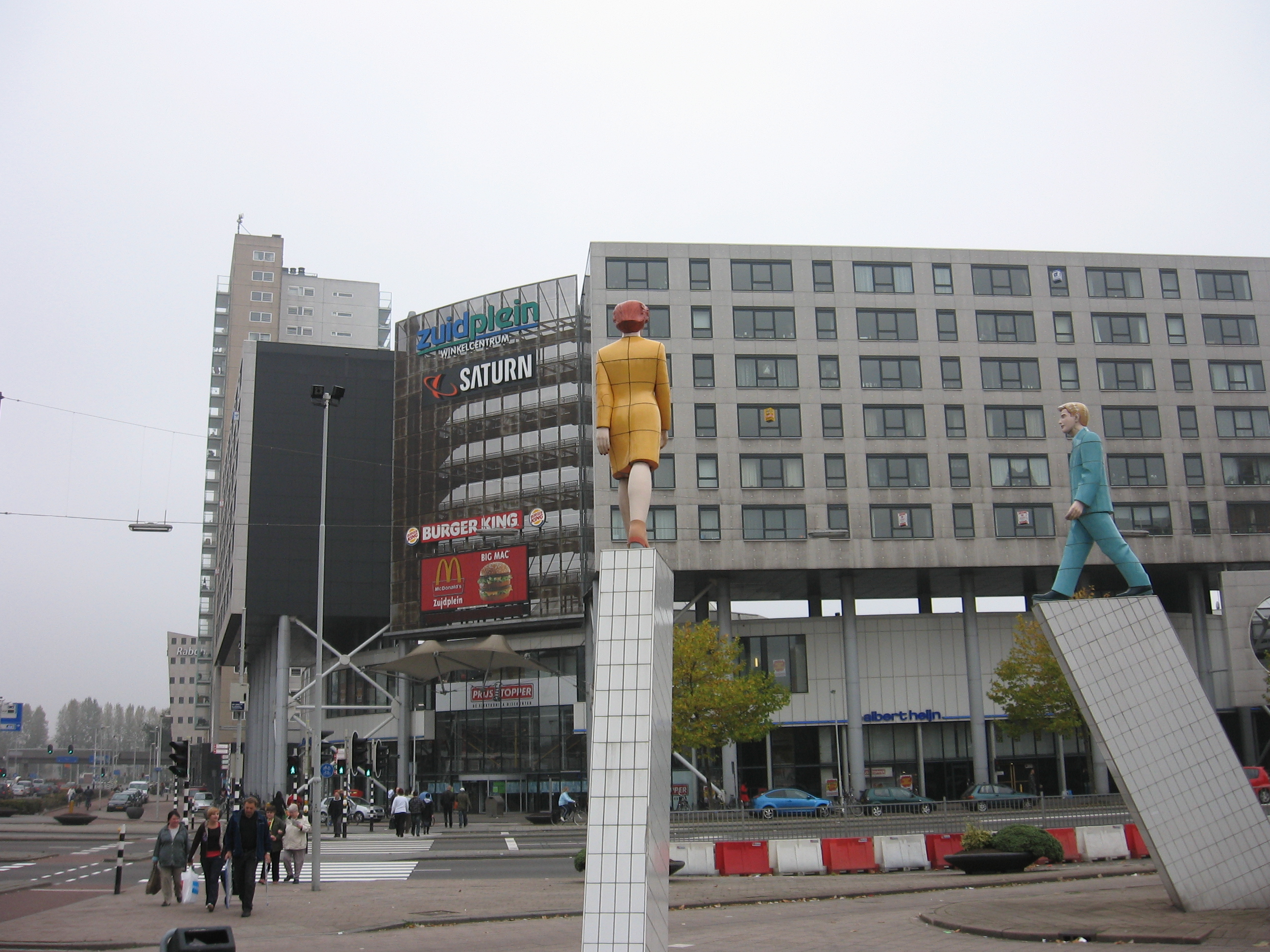
Wejście główne do Zuidplein

Jest jedną z największych galerii handlowych w Holandii. Powierzchnia handlowa to 55.000 metrów kwadratowych. Znajduje się tam około 150 sklepów (między innymi: H&M, C&A, Primark, Zara, Hema, Tk Maxx, Action, Xenos, Sting, Actie Sport, Blokker). Rocznie przyciąga w przybliżeniu 10 milionów klientów.
Powierzchnia handlowa zajmuje pierwsze piętro galerii, na parterze znajduje się dwupoziomowy parking na około 1400 samochodów, strzeżony parking dla rowerów, magazyny oraz stacja autobusowa. Zuiplein to ważny punkt przesiadkowy dla transportu publicznego - linii metra i czternastu miejskich i regionalnych linii autobusowych.
Zuidplein został zaprojektowany przez Hermanusa Dirka Bakkera i otwarty w 1972 roku. Od tego czasu został kilkakrotnie przebudowywany i modernizowany.
Rynek Afrikaanderplein
Istnieje od 1964 roku. Składa się z około trzystu stoisk. Dni handlowe to środa (od 8:00 do 17:30) i sobota (od 8:00 do 17:00), w które to odwiedza rynek 15.000 osób.

## Rozrywka
Na terenie dzielnicy znajdują się: Zuiderpark, Teatr Zuidplein, Teatr Luxor oraz hala widowiskowa Ahoy.

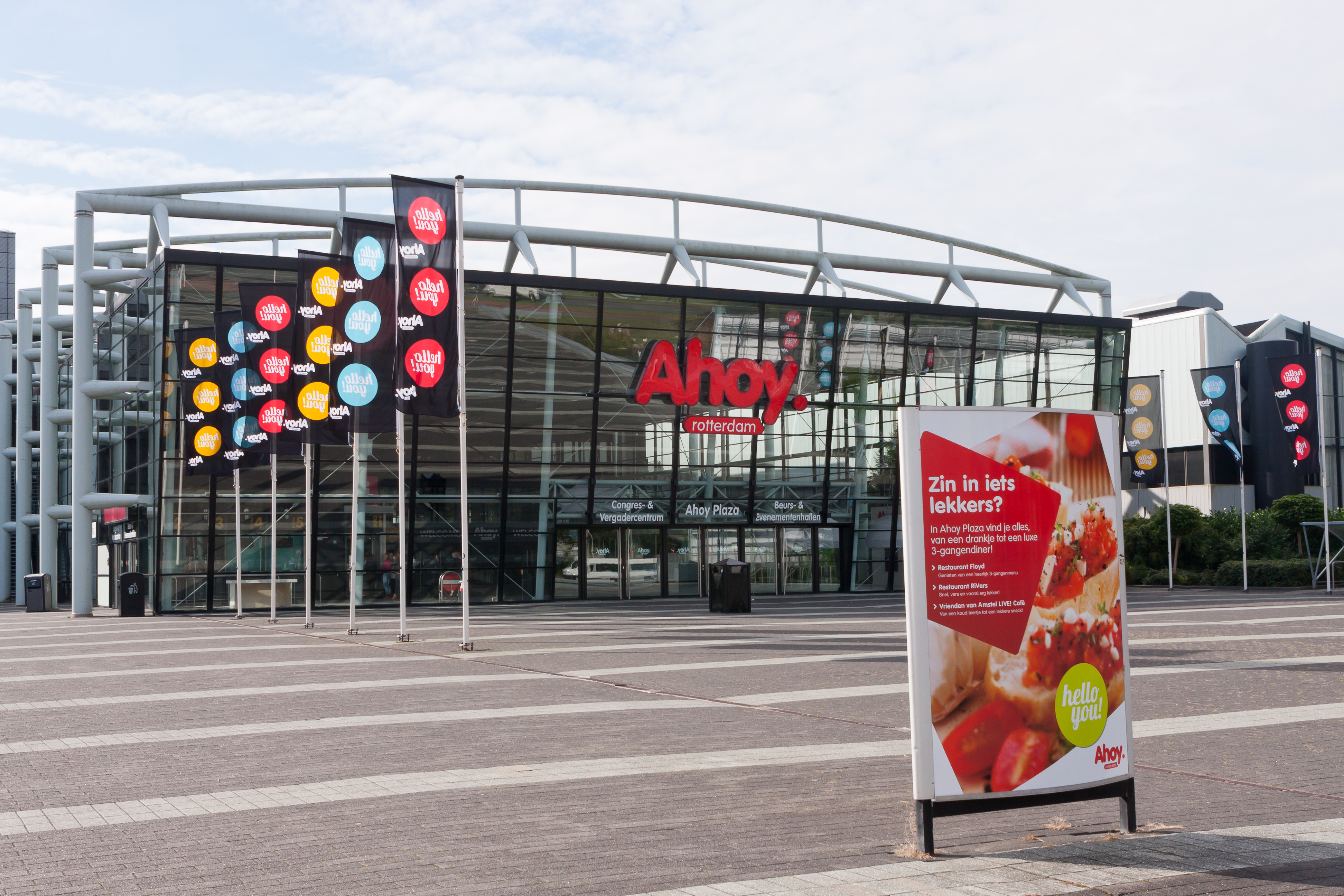
Wejście główne do Ahoy

Zuiderpark powstał w 1952. Jest miejscem działania różnych klubów piłkarskich. Odbywają się tu również festiwale muzyczne.

## Polacy w Charlois
Charlois zamieszkuje, obok Turków i Marokańczyków, dosyć duża liczba mieszkańców pochodzenia polskiego. Imigranci mieszkają tu na stałe lub poszukują tymczasowego zarobku. Na terenie dzielnicy znajdują się sklepy z produktami polskimi (Kubuś, Groszek, Zeko potocznie zwany Jugolem) oraz zakłady usługowe - fryzjerzy, kosmetyczki, punkty oferujące usługi administracyjne.